# トイレのユーモア

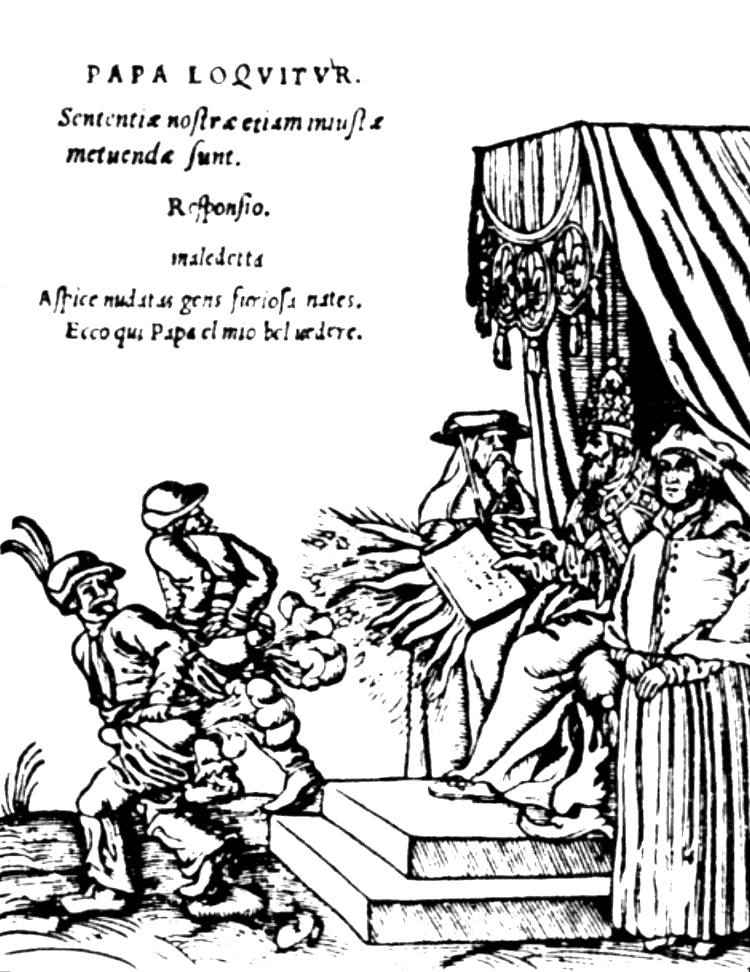
ドイツ語でPapstspotbilderまたはPapstspottbilderと呼ばれる、1545年にルーカス・クラナッハによって制作された木版画シリーズの一つ。英語ではDepictions of the Papacyと呼ばれる。タイトル：『教皇の足にキスする』。ドイツの農民が教皇パウロ三世に謁見する様子が描かれている。作品中に書かれている文章は「禁止令で私たちを怖がらせたり、怒ったりしないでください。さもなければ、私達は反旗を翻して戦います。」。

トイレのユーモア（英語：toilet humor）は、糞便や屎尿、鼓腸、嘔吐その他のスカトロジーに関する下ネタの一種である。陰茎のユーモアなどの性的ユーモアと同一視されることもある。
トイレのユーモアは幅広い年齢層で人気があるが、その中でも特に小中学生に人気がある。小中学生にとって排泄物に関するタブーはまだ目新しいものであり、こうしたタブーへの拒否から発生した。近代的文化の一部となっており、例えばジェフリー・チョーサーのカンタベリー物語にもトイレのユーモアが描かれている。

## 楽曲
トイレのユーモアは特に男児向けの楽曲や童謡にも見られる。例えばモーツァルトは従姉妹にトイレのユーモアに関する手紙（ベーズレ書簡）を送ったことで知られており、ドイツの民謡アーカイブに登録されているドイツ男児向けフォークソング「戯言の歌」（Scheiße-Lied）などにも見られる。

## 書籍
トイレでの離反と事故に関する最も人気のある書籍のひとつとして、Shitting Prettyと再販版のHow to Shit around the Worldなどがある。